# قائمة سفراء السويد في مصر
سفير السويد لدى مصر (المعروف رسميًا باسم سفير مملكة السويد لدى جمهورية مصر العربية ) هو الممثل الرسمي لحكومة السويد لدى الرئيس المصري والحكومة المصرية .

## تاريخ العلاقات الدبلوماسية بين البلدين
عندما تم الاعتراف بمصر كمملكة مستقلة من قبل المملكة المتحدة في عام 1922، قام المستشار البرلماني هارالد بيلدت [الإنجليزية] تم تعيينه قنصلاً عامًا وأصبح أول وزير للسويد في القاهرة . حتى ذلك الحين، كانت السويد ممثلة في مصر بواسطة قنصلية عامة ووكلاء دبلوماسيين. حتى ذلك الحين، كانت السويد ممثلة في مصر بواسطة قنصلية عامة ووكلاء دبلوماسيين.
وكان المبعوث/السفير السويدي في القاهرة، على مر السنين، معتمداً لدى العديد من الدول المجاورة. وفي أكتوبر 1945، تم اعتماد الوزير السويدي ويدار باجي في القاهرة أيضًا لدى أديس أبابا ، إثيوبيا. في 7 فبراير 1947، تم تعيين الوزير باجي مبعوثًا إلى كل من بيروت ودمشق . وظل الوزير السويدي في القاهرة معتمداً في هذه الدول حتى عام 1957، عندما افتتحت البعثة السويدية في بيروت وتولى الوزير السويدي هناك هذا الدور. وتشمل البلدان الأخرى التي تم اعتماد سفير سويدي فيها في القاهرة اعتماد مزدوج - أي في نفس الوقت - المملكة العربية السعودية (1957-1960)، واليمن (1961-1962)، والصومال (1965-1970)، وقبرص (1977-1981)، والسودان (1967-2004).
في أغسطس 1957، تم التوصل إلى اتفاق بين الحكومتين السويدية والمصرية بشأن الترقية المتبادلة لمفوضيتي البلدين إلى مستوى سفارات . وتم بعد ذلك تغيير الرتبة الدبلوماسية إلى سفير بدلاً من مبعوث فوق العادة ووزير مفوض . تم تعيين برينولف إنج ، المبعوث هناك، سفيرًا للسويد في القاهرة.

## قائمة الممثلين الدبلوماسيين
| الإسم               | الفترة                       | اللقب المعتمد                           |
| ------------------- | ---------------------------- | --------------------------------------- |
| كارلو لاندبيرج      | 1888–1893                    | وكيل دبلوماسي                           |
| كارل أكسل واشتميستر | 27 March 1908 – 11 July 1919 | وكيل دبلوماسي                           |
| فيكتور أوندر        | 1919–1922                    | وكيل دبلوماسي بالنيابة                  |
| هارالد بيلدت        | 14 July 1922 – 1936          | مبعوث فوق العادة ووزير مفوض             |
| أولوف كارلاندر      | 23 May 1931 – 1931           | القائم بأعمال                           |
| أولوف كارلاندر      | 28 June 1932 – 1932          | القائم بأعمال                           |
| كنوت ريتشارد ثيبرج  | 1936–1938                    | القائم بأعمال "مدير الأعمال"            |
| إيفان دانيلسون      | 1 July 1937 – 1942           | مبعوث                                   |
| أرفيد هوغو بيرنز    | 1942–1945                    | سكرتير البعثة الأولى و"القائم بالأعمال" |
| ويدار باجي          | 1945–1951                    | مبعوث                                   |
| غوستاف فايدل        | 1951–1955                    | مبعوث                                   |
| برينولف انج         | 1955–1957                    | مبعوث                                   |
| برينولف انج         | 1957–1961                    | سفير                                    |
| سفين دالمان         | 1961–1962                    | سفير                                    |
| أدولف كرونبورج      | 1962–1966                    | سفير                                    |
| ثور هاجن            | 1966–1972                    | سفير                                    |
| لارس فون سيلسينج    | 1972–1976                    | سفير                                    |
| أكسل إدلشتام        | 1976–1981                    | سفير                                    |
| أولوف تيرنستروم     | 1981–1986                    | سفير                                    |
| لارس أولوف بريليوث  | 1987–1990                    | سفير                                    |
| جان ستال            | 1990–1995                    | سفير                                    |
| كريستر سيلفين       | 1995–2000                    | سفير                                    |
| سفين ليندر          | 2000–2003                    | سفير                                    |
| ستيج إلفيمار        | 2003–2008                    | سفير                                    |
| مالين كار           | 2008–2013                    | سفير                                    |
| شارلوت سبار         | 2013–2017                    | سفير                                    |
| جان ثيسليف          | 1 سبتمبر 2017 – 2021         | سفير                                    |
| هاكان إمسجارد       | 2021–الآن                    | سفير                                    |